# 范晞文
范晞文（?—?），字景文，號藥莊，钱塘（今浙江杭州）人，宋末元初人。
南宋理宗景定年間的太学生，咸淳丙寅，與葉李、蕭規上書彈劾賈似道，貶至瓊州（今海南島）。元世祖時，程鉅夫薦晞文為江浙儒学提举，不就。晚年流寓無錫以終。著有《对床夜话》五卷。